# Guglielma la Boema
Guglielma la Boema  (ca. 1210 - Millaan, 24 augustus 1281), ook bekend als Guglielma van Milaan en Wilhelmina van Bohemen, was een mystica. Zij leefde van 1260 tot haar dood in het vorstendom Milaan, waar ze een hechte groep volgelingen om zich heen verzamelde. Er is gesuggereerd dat zij de dochter zou zijn van een koning van Bohemen.     
Na haar dood in 1281 werd zij door velen gezien als een heilige. Haar graf in Milaan werd door pelgrims bezocht. Sommige volgelingen waren er zelfs van overtuigd dat zij een incarnatie van de Heilige Geest was geweest, en op aarde was gekomen om een nieuwe kerk te stichten die geleid zou worden door een vrouw.      
De katholieke kerk bestempelde de Guglielma-cultus als ketterij en de inquisitie begon in 1300 met de vervolging van de geloofsgemeenschap. De drie leiders stierven op de brandstapel. Na 1302 lijkt de gemeenschap niet meer te bestaan. Omdat hun geschriften door de inquisitie zijn vernietigd, is er rond de Gugliëlmieten en Guiglielma la Boema zelf veel onbekend of onduidelijk.

## Leven
Guglielma la Boema vestigde zich rond 1260 in Milaan. Ze leefde in haar eigen huis een religieus en sober leven als pinzochera (te vergelijken met een begijn of tertiaresse) zonder formeel verbonden te zijn aan een klooster of kerk. Rondom haar ontstond een hechte geloofsgemeenschap van mannen en vrouwen,  waarvan velen uit de hogere klassen van Milaan. Ze was een charismatisch leider en had een reputatie als genezeres. 
Ze was een relatief rijke weduwe en had mogelijk een zoon, maar over haar achtergrond is verder weinig bekend. Er werd bij haar leven al gesuggereerd dat zij tot het Boheemse koningshuis behoorde. Dit kan niet worden bewezen, maar ook niet definitief worden uitgesloten: koning Ottokar I had een dochter van de juiste leeftijd met de naam Wilhelmina (in het Italiaans Guglielma). Het verhaal over de Boheemse koninklijke afstamming kan echter ook zijn verspreid om de reputatie van Guglielma als heilige vrouw meer geloofwaardigheid te geven. Als dochter van Ottokar I zou zij een volle nicht c.q. zuster zijn van de zeer vrome (sint) Elisabeth van Hongarije, (sint) Agnes van Bohemen en Dagmar van Bohemen. 

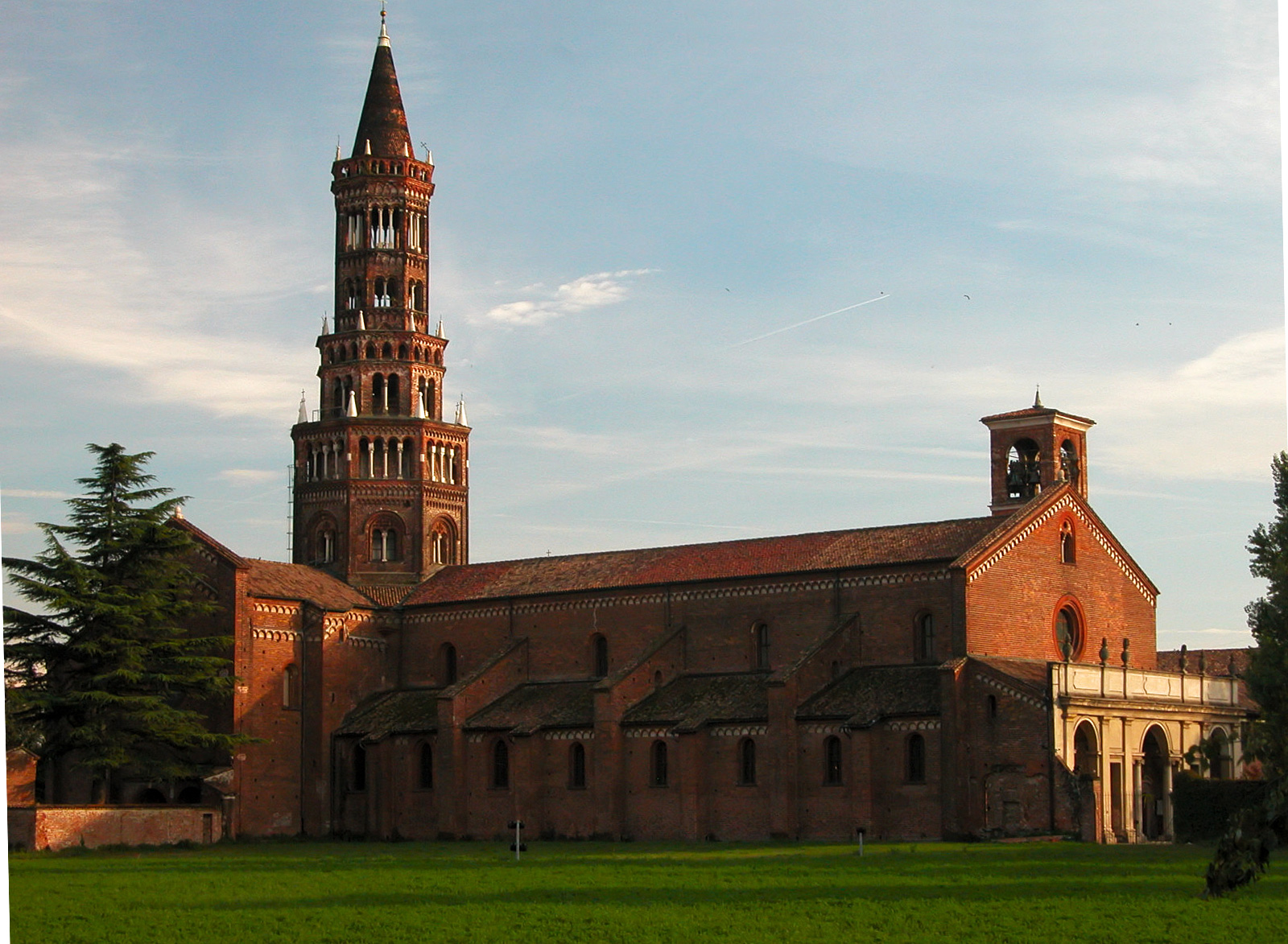
De Abdij van Chiaravalle, waar het graf van Gugliema la Boema zich bevond voor het door de inquisitie werd geruimd.

Guglielma la Boema stierf op 24 augustus 1281 en werd begraven in de cisterciënzer abdij van Chiaravalle Milanese. 

## Guglielma-cultus
Guglielma la Boema werd na haar dood direct als heilige vereerd. De kapel waar zij was begraven werd een bedevaartsplaats voor volgelingen en aanbidders. Een groep van meer dan dertig mensen uit de Milanese hogere burgerij ging echter veel verder dan haar vereren als heilige. Zij hadden tot de vaste kring rond Guglielma behoord en vormden nu een geloofsgemeenschap (de Gugliëlmieten). De gemeenschap werd geleid door de leek Andrea Saramita, en een zuster uit de Umiliati-orde, Maifreda da Pirovano.  Zij waren beïnvloed door de leer van de Joachimieten, de volgelingen van Joachim van Flore.   
De Gugliëlmieten geloofden dat Guglielma een incarnatie van de Heilige Geest was geweest, iets dat zij zelf altijd stellig had ontkend. De Heilige Geest zou in de wereld zijn gekomen om een nieuwe, allesomvattende kerk te stichten die de corrupte kerk van paus Bonifatius VIII zou vervangen, en joden, heidenen en moslims zou redden door bekering. Na de verrijzenis en hemelvaart van Guglielma zou deze kerk geleid worden door zuster Maifreda da Pirovano als haar "vicaris op aarde" (paus). 
Het idee dat het heil aan de wereld gebracht zou worden door een vrouw, dat vrouwen een plaats zouden hebben in de hiërarchie van de kerk en zelfs paus zouden kunnen worden, was voor die tijd revolutionair. Het centrum van deze cultus was het Umiliati klooster in Biassono, waar Maifreda da Pirovano openlijk de rol van priester vervulde door volgelingen te dopen en de hostie te zegenen.

## Vervolging
De inquisitie had al snel belangstelling voor de cultus die zich rond Guglielma la Boema had gevormd.  Al in 1284 waren Saramita, Maifreda da Pirovano en mede-zuster Giacoma dei Bassani gewaarschuwd om hun ketterse praktijken te stoppen.  
In 1300 begonnen inquisiteurs met een groot proces tegen de vermeende ketters. Dit gebeurde op basis van de bul Saepe sanctam Ecclesiam (1296) van paus Bonifatius VIII. Deze bul maakte het mogelijk om leken te vervolgen die priesterlijke taken vervulden, zoals doop en afnemen van de biecht. Maifreda da Pirovano en Giacoma dei Bassani werden veroordeeld voor ketterij en overgedragen aan de wereldlijke autoriteiten om op de brandstapel te worden geëxecuteerd. Waarschijnlijk is ook Andrea Saramita als ketter ter dood gebracht, hoewel dit niet helemaal duidelijk wordt uit de verslagen van de inquisitie. Er werden nog 30 andere volgelingen aangeklaagd, waaronder 21 vrouwen. Zij kregen lichtere straffen. 
Op basis van de bekentenis van Saramita, vermoedelijk afgelegd onder marteling, werd Guglielma la Boema ook zelf postuum veroordeeld als ketter. De inquisitie liet haar graf in de abdij van Chiaravalle ruimen. Haar stoffelijke resten werden verbrand, net als alle geschriften, afbeeldingen en andere relikwieën die aan haar herinnerden. Na 1302 wordt er geen melding meer gemaakt van de gemeenschap.  

## Politieke context
Het proces speelde zich af in de context van de machtsstrijd tussen paus en keizer, en het conflict tussen de Welfen, die de kant van de paus kozen, en de Ghibellijnen, die de keizer steunden. In Milaan koos de adellijke familie Visconti voor de keizer en behaalde in 1281 een overwinning op de pausgezinde familie Della Torre, die tot dan toe Milaan had geregeerd. Maifreda da Pirovano, een van de hoofdbeschuldigden in het inquisitieproces, was een volle nicht van Matteo I Visconti, de politiek leider van Milaan. Ook leden van andere invloedrijke families behoorden tot de beschuldigden.  
In het proces dat paus Johannes XXII in 1322 tegen de Visconti voerde werden Matteo I en Galeazzo I Visconti beschuldigd van ketterij, waaronder omgang met de "ketterse Maifreda" en haar kring, en van het tegenwerken van de inquisitie.

## Overlevering en nagedachtenis

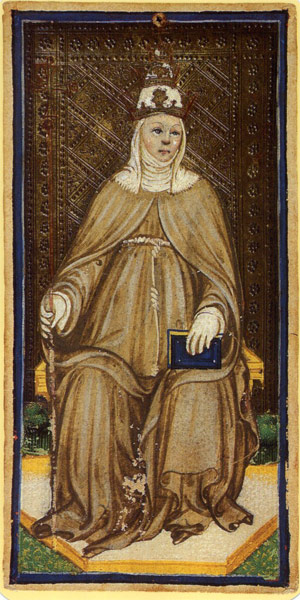
Deze kaart van de Hogepriesteres (of pausin) uit het Sforza-Visconti tarot wordt wel in verband gebracht met de Guglielma-cultus. Er zijn theorieën dat deze figuur Guglielma la Boema voorstelt, of Maifreda da Pirovano

Er bestaan verschillende tradities en overleveringen die naar Guglielma verwijzen:
- In de Annales Colmarienses (Annalen van Colmar) wordt melding gemaakt van een vrouw van "Engelse afkomst" in Milaan, die geïdentificeerd wordt met de Heilige Geest.
- de Hogepriesteres (ook wel pausin) is een tarotkaart die meestal in verband wordt gebracht met de legende van pausin Johanna. In de Visconti-Sforza tarot wordt deze figuur anders afgebeeld dan gebruikelijk is; ze is bijvoorbeeld sober gekleed. Deze tarot is in de 15e eeuw gemaakt voor de Milanese heerser Francesco Sforza en zijn vrouw Bianca Maria Visconti. Er is een theorie dat zij Guglielma la Boema voorstelt, of mogelijk Maifreda da Pirovano die met de Visconti verwant was.[1]
- In Brunate wordt nog steeds een Heilige Guglielma vereerd. Haar officieuze gedenkdag is de vierde zondag van april. Voor een officiële kerkelijke heiligverklaring is nooit bewijs gevonden, en Guglielma wordt alleen in Brunate vereerd. In de kerk Sant’Andrea Apostolo in Brunate bevindt zich een fresco van rond 1450 waarin Guglielma twee mensen zegent.